# 50 kilomètres marche aux championnats du monde d'athlétisme 2003
Navigation
Edmonton 2001 Helsinki 2005
L'épreuve du 50 kilomètres marche des championnats du monde d'athlétisme 2003 s'est déroulée le 27 août 2003. Elle est remportée par le Polonais Robert Korzeniowski.

## Résultats
| Rang               | Athlète                | Pays                 | Temps           | Notes |
| ------------------ | ---------------------- | -------------------- | --------------- | ----- |
| Médaille d'or      | Robert Korzeniowski    | Pologne              | 3 h 36 min 03 s | WL    |
| Médaille d'argent  | German Skurygin        | Russie               | 3 h 36 min 42 s | NR    |
| Médaille de bronze | Andreas Erm            | Allemagne            | 3 h 37 min 46 s | NR    |
| 4                  | Aleksey Voyevodin      | Russie               | 3 h 38 min 01 s | PB    |
| 5                  | Denis Nizhegorodov     | Russie               | 3 h 38 min 23 s | PB    |
| 6                  | Jesús Ángel García     | Espagne              | 3 h 43 min 56 s | SB    |
| 7                  | Roman Magdziarczyk     | Pologne              | 3 h 44 min 53 s | PB    |
| 8                  | Trond Nymark           | Norvège              | 3 h 46 min 14 s | PB    |
| 9                  | Sergey Korepanov       | Kazakhstan           | 3 h 47 min 42 s | SB    |
| 10                 | Denis Langlois         | France               | 3 h 49 min 05 s | SB    |
| 11                 | Eddy Riva              | France               | 3 h 53 min 18 s | PB    |
| 12                 | Germán Sánchez         | Mexique              | 3 h 53 min 24 s | SB    |
| 13                 | Peter Korčok           | Slovaquie            | 3 h 54 min 12 s | SB    |
| 14                 | Mikel Odriozola        | Espagne              | 3 h 56 min 27 s |       |
| 15                 | Fredrik Svensson       | Suède                | 3 h 56 min 31 s | PB    |
| 16                 | Spiridon Kastanis      | Grèce                | 3 h 56 min 41 s | SB    |
| 17                 | Pedro Martins          | Portugal             | 3 h 58 min 10 s |       |
| 18                 | Bengt Bengtsson        | Suède                | 3 h 58 min 36 s |       |
| 19                 | Tim Berrett            | Canada               | 4 h 02 min 03 s | SB    |
| —                  | Fumio Imamura          | Japon                | DQ              |       |
| —                  | Milos Holusa           | Tchéquie             | DQ              |       |
| —                  | Modris Liepins         | Lettonie             | DQ              |       |
| —                  | Craig Barrett          | Nouvelle-Zélande     | DQ              |       |
| —                  | Tomasz Lipiec          | Pologne              | DQ              |       |
| —                  | Peter Tichy            | Slovaquie            | DQ              |       |
| —                  | Curt Clausen           | États-Unis           | DQ              |       |
| —                  | Yu Chaohong            | Chine                | DQ              |       |
| —                  | Aigars Fadejevs        | Lettonie             | DQ              |       |
| —                  | Jacob Sørensen         | Danemark             | DQ              |       |
| —                  | Marco Giungi           | Italie               | DQ              |       |
| —                  | Grzegorz Sudoł         | Pologne              | DQ              |       |
| —                  | Janos Tóth             | Hongrie              | DQ              |       |
| —                  | Bian Aiguo             | Chine                | DQ              |       |
| —                  | Wang Yinhang           | Chine                | DQ              |       |
| —                  | Francisco Pinardo      | Espagne              | DNF             |       |
| —                  | Jamie Costin           | Irlande              | DNF             |       |
| —                  | Luis Fernando García   | Guatemala            | DNF             |       |
| —                  | Aleksandar Raković     | Serbie-et-Monténégro | DNF             |       |
| —                  | Miguel Ángel Rodríguez | Mexique              | DNF             |       |

## Légende
Records et Performances
- AR : Record continental (area record)
- CR : Record des championnats (championship record)
- MR : Record du meeting (meet record)
- NR : Record national (national record)
- OR : Record olympique (olympic record)
- PR : Record paralympique (paralympic record)
- PB : Record personnel (personal best)
- SB : Meilleure performance personnelle de la saison (season's best)
- WL : Meilleure performance mondiale de l'année (world leader)
- WJR : Record du monde junior (world junior record)
- WR : Record du monde (world record)

Circonstances et Conditions
- DNF : N'a pas terminé (did not finish)
- DNS : N'a pas pris le départ (did not start)
- DQ : Disqualification (disqualification)
- NM : Aucun essai valable enregistré (No Mark)
- Q : Qualifié « directement » au prochain tour (ou à la prochaine compétition), lors d'une compétition majeure, grâce au classement ou à la réalisation des minima (automatic qualifier)
- q : Qualifié au prochain tour (ou à la prochaine compétition), lors d'une compétition majeure, grâce au repêchage ou à la réalisation de l'une des meilleures performances parmi celles des « non qualifiés directement » (grâce au meilleur temps ou à la meilleure distance par exemple) (secondary qualifier)